# Aylostera deminuta
Aylostera deminuta es una especie de planta suculenta perteneciente al género Aylostera, dentro de la familia Cactaceae. Se distribuye entre el noroeste de Argentina y Bolivia y anteriormente se le conocía como Rebutia deminuta.

## Descripción

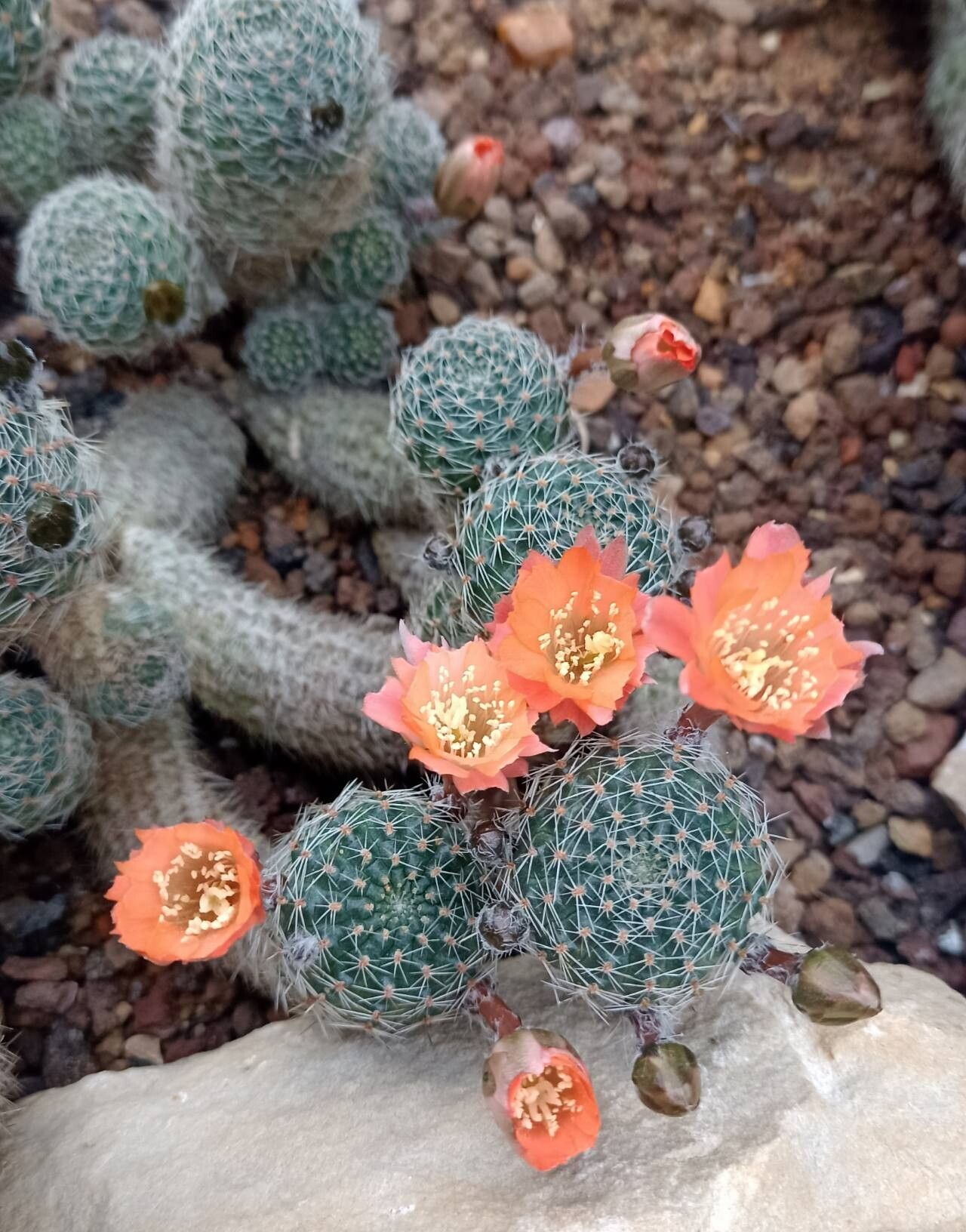
Planta en floración

Aylostera deminuta es una especie de cactus pequeño que crece formando grupos con tallos que van de esféricos a corto cilíndricos. A veces crecen estrechándose hacia la punta y son de color verde oscuro. El tallo alcanza un diámetro de hasta 6 cm y tienen raíces fibrosas. Presentan de 11 a 13 costillas dispuestas en espiral y que se dividen en tubérculos. 
Las areolas son de color gris blanquecino y tienen de 10 a 12 (o más) espinas que a veces se tornan curvas. Apenas si se pueden distinguir las espinas centrales de las radiales, son de color blanco con la punta pardusca o marrón y llegan a medir de 3 a 6 mm (raramente hasta 20 mm) de largo. Las flores son de color rojo anaranjado intenso y miden hasta 3 cm de largo y diámetro.

## Distribución y hábitat
El área de distribución nativa de esta especie va desde Bolivia al noroeste de Argentina y crece principalmente en biomas desérticos o de matorrales secos.

## Taxonomía
La primera descripción de esta especie fue como Echinopsis deminuta, publicada en 1904 por el botánico francés Frédéric Albert Constantin Weber en la revista científica Bulletin du Muséum d'Histoire Naturelle (París) 10: 386.
Más tarde, el botánico alemán Curt Backeberg trasladó la especie al género Aylostera, por lo que pasó a llamarse Aylostera deminuta. Registró estos cambios en el libro Kaktus-ABC: 274, publicado en 1936.
Etimología
- Aylostera: nombre genérico formado a partir de las palabras griegas aulos, transliterado irregularmente como aylos, (que significa 'tubo') y stereos (que significa 'sólido'), en alusión al tubo floral sólido que poseen.[4]
- deminuta: epíteto específico que proviene del latín y significa 'pequeña' o 'diminuta', haciendo referencia al pequeño tamaño de las plantas de esta especie.[5][6]

Sinonimia
- Aylostera pseudodeminuta (Backeb.) Backeb., 1936
- Aylostera pseudodeminuta var. albiseta Backeb., 1951
- Aylostera pseudodeminuta var. grandiflora Backeb., 1951
- Aylostera pseudodeminuta var. schneideriana Backeb., 1951
- Aylostera pseudodeminuta var. schumanniana Backeb., 1936
- Aylostera simoniana (Rausch) Mosti & Papini, 2011
- Aylostera spegazziniana var. atroviridis Backeb., 1951
- Aylostera waltheriana (Backeb.) Y.Itô, 1957
- Echinopsis deminuta F.A.C.Weber, 1904 (basónimo)
- Rebutia deminuta (F.A.C.Weber) Britton & Rose, 1923
- Rebutia dutineana var. gracilior Rausch, 2008
- Rebutia frohlichiana Rausch, 1975
- Rebutia kupperiana var. spiniflora F.Ritter, 1977
- Rebutia mamillosa var. australis F. Ritter, 1977
- Rebutia mamillosa var. orientalis F.Ritter, 1977
- Rebutia pseudodeminuta Backeb., 1933
- Rebutia pseudodeminuta f. albiseta (Backeb.) Buining & Donald, 1963
- Rebutia pseudodeminuta f. grandiflora (Backeb.) Buining & Donald, 1963
- Rebutia pseudodeminuta f. schneideriana (Backeb.) Buining & Donald, 1963
- Rebutia pseudodeminuta f. schumanniana (Backeb.) Šída, 1997
- Rebutia robustispina var. menor F.Ritter, 1977
- Rebutia sanguinea var. menor F.Ritter, 1977
- Rebutia simoniana Rausch, 1984
- Rebutia spegazziniana var. atroviridis (Backeb.) Šída, 1997
- Sulcorebutia azurduyensis var. sormae (Heřtus, Horáček & Slaba) Gertel & Jucker, 2012
- Sulcorebutia lada-horacekii Slaba, 2014
- Sulcorebutia sormae Heřtus, Horáček & Slaba, 2011

## Estado de conservación
En la Lista Roja de Especies Amenazadas de la UICN, la especie está clasificada como de “Preocupación Menor (LC)”.

## Usos
Se cultiva principalmente como planta ornamental y su propagación se realiza normalmente a través de hijuelos o semillas.